# L'Étoile filante (film)
Pour plus de détails, voir Fiche technique et Distribution.
L'Étoile filante est un film franco-belge de Dominique Abel et Fiona Gordon, sorti en 2023.

## Synopsis
De nos jours à Bruxelles, Boris, barman du bar "L'Étoile filante", vit dans la clandestinité depuis les années 1980 à la suite d'un attentat à la bombe dans lequel il a été impliqué, et qui a mal tourné. Son passé le rattrape quand Georges, l'une des victimes qui y a laissé un bras, le retrouve et manque de le tuer. Sa compagne et gérante du bar, Kayoko, découvre un sosie de Boris : celui-ci, Dom, est un dépressif qui vit seul. Avec l'aide de Tim, le portier du bar, les trois complices vont monter un plan afin que Dom prenne la place de Boris au bar jusqu'au retour du tueur. Ils ignorent que l'ex-femme de Dom, Fiona, qui est détective privée, est à sa recherche.

## Fiche technique
Sauf indication contraire, les informations mentionnées dans cette section peuvent être confirmées par la base de données cinématographiques IMDb,  présente dans la section « Liens externes ».
- Titre français : L'Étoile filante
- Réalisation et scénario : Dominique Abel et Fiona Gordon
- Musique : Rosemary Standley et Dom La Nena (Birds on a Wire)[1]
- Photographie : Pascale Marin
- Montage : Julie Brenta
- Pays de production : Belgique et France
- Format : Couleurs - 1,78:1
- Genre : Comédie, thriller et néo-noir
- Durée : 98 minutes
- Dates de sortie :
  - Suisse : 2 août 2023 (Festival international du film de Locarno 2023)
  - France : 31 janvier 2024

## Distribution
- Fiona Gordon : Fiona (la détective privée, ex-femme de Dom)
- Dominique Abel : Dom (le dépressif) / Boris (le barman)
- Kaori Ito : Kayoko (la gérante du bar, compagne de Boris)
- Philippe Martz : Tim (le portier du bar)
- Bruno Romy : Georges (la victime au bras robotique)
- Mélanie Depuiset : une cliente du bar
- Jimmy Assandri : un client du bar
- Bertrand Landhauser : un client du bar
- Céline Laurentie : Patricia (la femme au chien disparu, cliente de Fiona)
- Bruce Ellison : Homer (le voisin de Dom)
- Patrik Cottet-Moine : L'ambulancier

## Sortie

### Accueil critique
En France, le site Allociné propose une moyenne de 3,2⁄5, d'après l'interprétation de 13 critiques de presse.